# Hala Sultan Tekke
Hala Sultan Tekke o la Mesquita d'Umm Haram és un santuari musulmà molt important a prop de Làrnaca, a l'illa de Xipre. A la seua rodalia hi ha un jaciment arqueològic amb un assentament que va tenir el període d'apogeu en l'edat del bronze.(1)

## Santuari musulmà
Umm Haram (Hala Sultan en turc) era la dida del profeta Mahoma i l'esposa d'Ubada bin al-Samit. Hi ha la creença que el santuari es troba en el lloc on va morir Umm. Segons el xiisme, la seua tomba és al cementeri Jannatul Baqi de Medina, a l'Aràbia Saudita.
En l'època otomana, es va construir un conjunt de mesquites al voltant de la tomba, especialment a la fi del segle xviii i primeria del segle xix. L'estructura del santuari va ser erigida pel Xeic Hassan el 1760. Més tard s'hi construí la mesquita i el conjunt arribà a la forma actual al voltant del 1816-17. Hala Sultan Tekke consta d'una mesquita, mausoleu, minaret, cementeri, i allotjaments per a hòmens i dones. El terme tekke (convent) s'aplica a un edifici per a reunions d'una germanor sufi o tariqa, i podria referir-se a una congregació anterior. Aquesta ubicació a les ribes del llac salat de Làrnaca també va ser un important lloc en la prehistòria. Hala Sultan Tekke està qualificat com a Monument Antic.

## Arqueologia
A l'indret conegut com a Dromolaxiá-Vyzakiá, a la rodalia del santuari, s'han realitzat excavacions arqueològiques des del segle xix Aquestes primeres excavacions, patrocinades pel Museu Britànic, estan mal documentades. En la dècada dels 1970 es reprengueren els treballs, dirigits per arqueòlegs de Suècia, i a partir del 2010, hi començà un nou projecte arqueològic sota el patrocini de la Universitat de Göteborg que durava al 2023.
Les excavacions arqueològiques han descobert restes d'un assentament que tenia un port ben protegit d'una importància comercial i una grandària molt destacada en l'edat del bronze (1600-1100 abans de la nostra era). Se'n diferencien quatre conjunts d'habitatges (designats CQ1-CQ2-CQ3 i CQ4) i una necròpoli (en l'àrea A) que era fora de la ciutat, la qual cosa no és habitual en els assentaments de l'edat del bronze.(2)
Els edificis CQ1 s'han interpretat com un barri industrial on es feien treballs amb coure i teixits. Les troballes de materials quotidians importats indiquen que els treballadors d'aquest poblat tenien un alt estatus social. Malgrat que les mines de coure més properes devien ser a uns 50 km i el més habitual és que els treballs relacionats amb aquest mineral es fessen a prop de les mines, la presència d'un port proper tenia l'avantatge que, una vegada purificat, el coure arribava aviat a les rutes marítimes.(2) 
CQ2 també s'interpreta com un barri d'activitat industrial. Conté una fosa, i les principals activitats en aquesta àrea estaven relacionades amb la fabricació de teles de color porpra, un producte de luxe en aquella època.(2) 
CQ3 era un palau, on s'han trobat productes importats de diferents zones de la Mediterrània, com ara Egipte, Creta i l'àrea continental de Grècia.
CQ4 és el barri més gran descobert fins hui i s'interpreta com una àrea administrativa i de magatzems. Els carrers rectangulars duien al port. Un dels espais singulars trobats n'eren uns banys.
La necròpoli de l'àrea A acull tombes familiars amb rics dipòsits funeraris i fosses on es feien sacrificis. Entre les tombes més importants hi ha la RR, on soterraren si més no 38 individus d'una mateixa família acompanyats d'objectes importats de diferents civilitzacions; i la tomba LL, en què un individu portava una diadema d'or al front i a la mà nou pesos de diferents grandàries que ajuden a estudiar el sistema de mesures fet servir en aquesta ciutat.
D'altra banda, en altres dues tombes —designades XX i YY pels excavadors—, formades per una sèrie d'estances subterrànies a la qual s'accedia per un corredor, s'ha trobat un dipòsit funerari amb joies d'or, objectes d'ambre, pedres semiprecioses —lapislàtzuli, cornalina, turquesa— importades de llocs remots, armes de bronze, objectes d'ivori, un segell d'hematita amb un text cuneïforme i moltes peces de ceràmica d'alta qualitat —moltes procedents de l'àmbit micènic. La majoria d'objectes es poden assignar al període del 1350 abans de la nostra era. Les restes òssies pertanyien a més de 150 individus, tant a hòmens com a dones i infants. Aquestes tombes són les més sumptuoses de la zona i s'han interpretat com a tombes reials o dels governants de la ciutat.
Els resultats de les recerques indiquen que un gran nombre d'objectes s'importaren d'indrets com ara Sardenya (cultura dels nurags), l'Afganistan, l'Índia, la mar Bàltica, Egipte, Núbia, les civilitzacions micènica i minoica, Anatòlia, el Llevant Mediterrani (Orient Pròxim) i Mesopotàmia. Particularment interessant és el segell cilíndric d'hematita amb inscripcions, l'origen de les quals se situa a Mesopotàmia al segle XVIII ae, però que va ser trobat en un context cronològic del segle XIV ae. Entre les exportacions, a més del coure i dels teixits de porpra, en destaca la ceràmica de fabricació local.(2)
En la segona meitat del segle XIII ae les importacions minvaren i en el segle següent només n'hi ha presència d'importacions d'Egipte i el Llevant Mediterrani. Poc després la ciutat fou destruïda i abandonada. S'ha suggerit que els supervivents se'n traslladarien a una altra ciutat sorgida en la zona en el segle anterior: Citi.(2)

## Galeria d'imatges

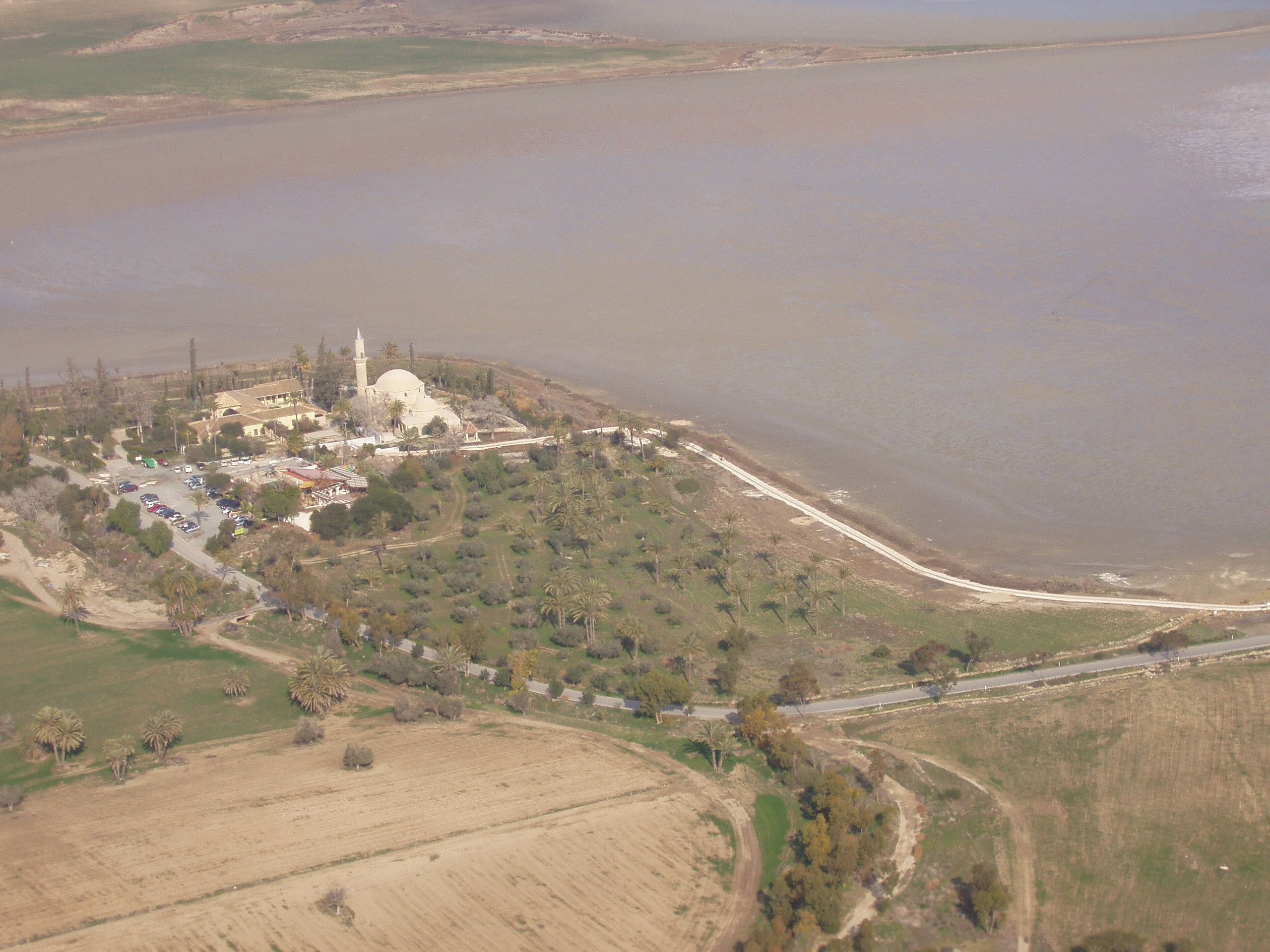
Foto aèria del llac de Làrnaca amb Hala Sultan Tekke
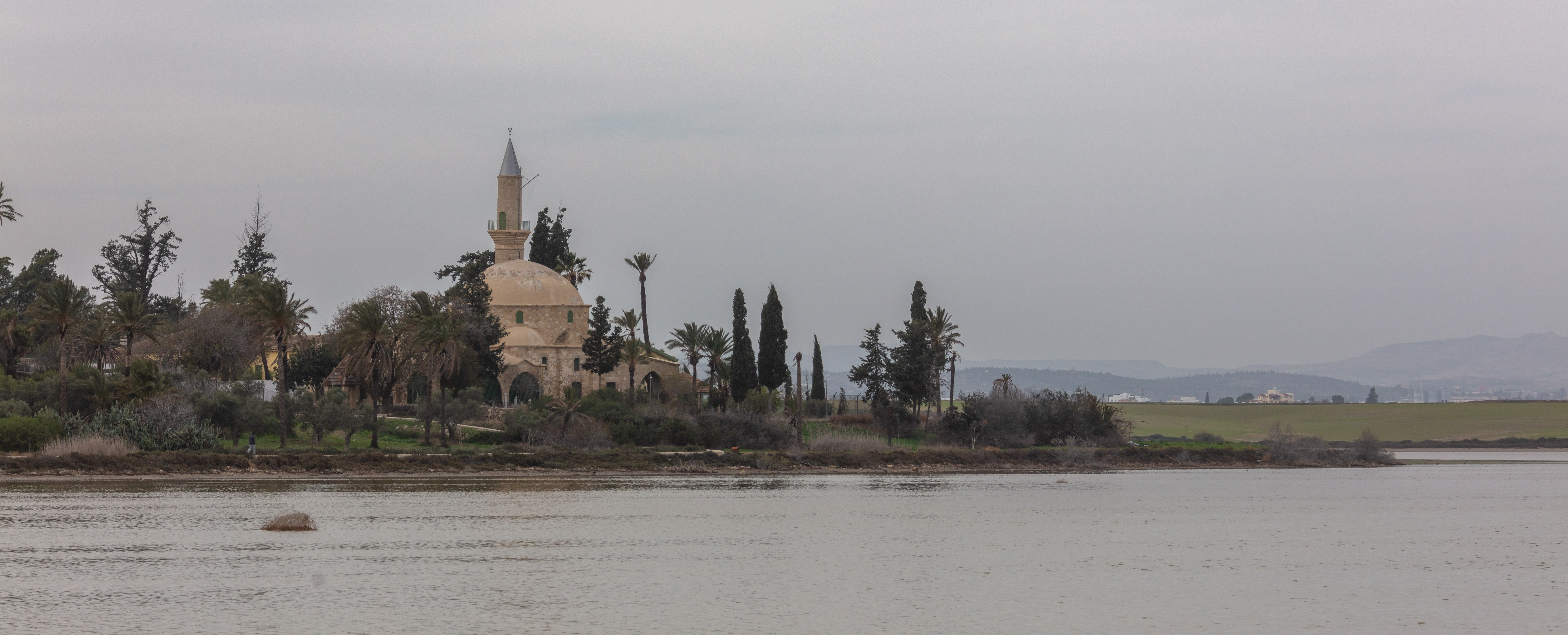
Vista llunyana
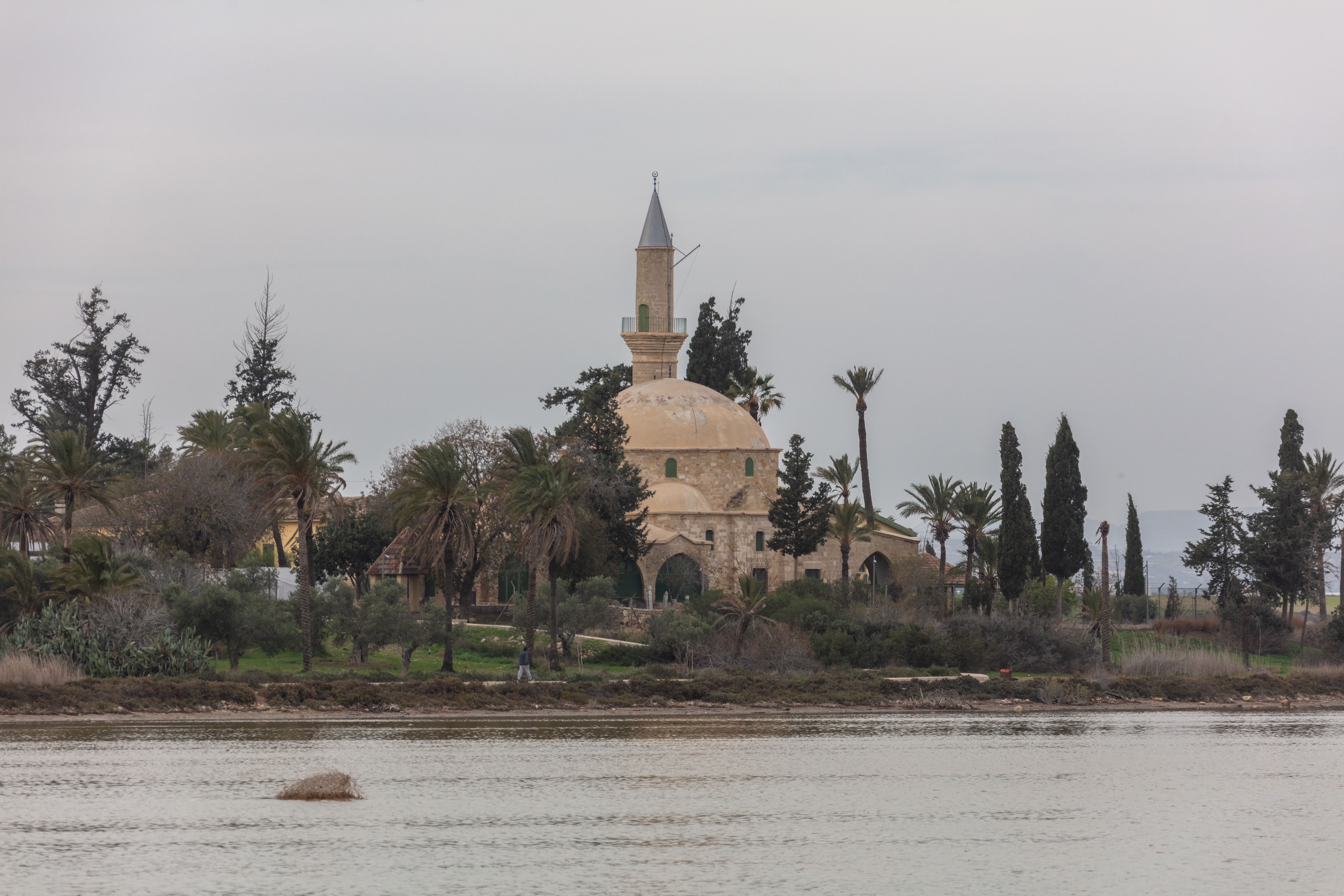
Vista des de la riba del llac
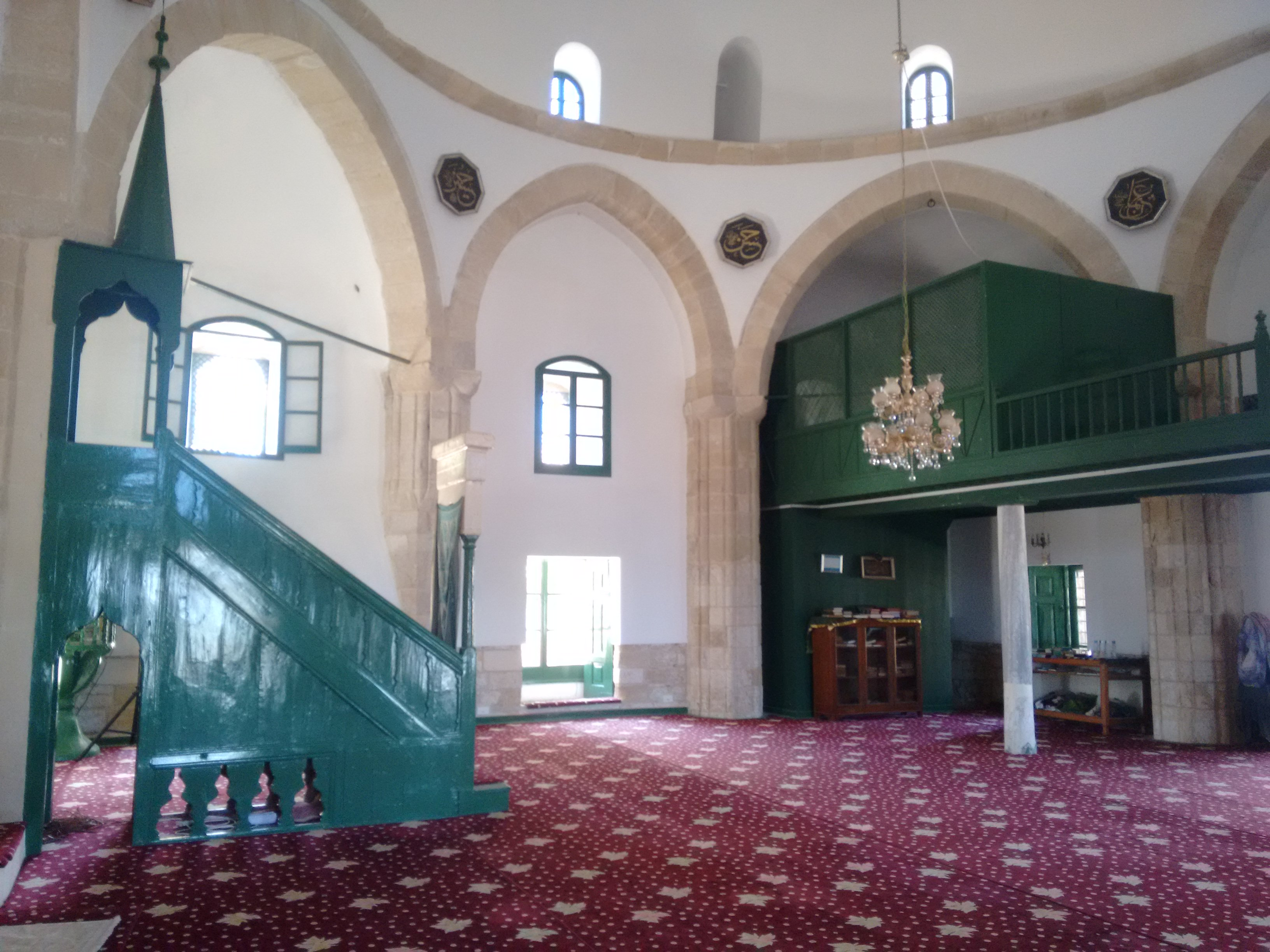
Vista interior